# ビッグ4
『ビッグ4』（原題： The Big Four ）は、1927年に発表されたアガサ・クリスティの長編推理小説である。クリスティ7作目の長編で、エルキュール・ポアロシリーズの長編第4作目にあたる。私立探偵ポアロのシリーズではあるが、扱う題材は国際謀略物であり、サスペンス・冒険小説にも近い。
本作は1924年に『スケッチ』誌に『4号だった男』（ The Man Who Was No. 4 ）のタイトルで連載された短編12編をまとめて一貫した読み物にしたものである（クリスティによるパロディ短編集『おしどり探偵』の、ポアロのセルフパロディ作品の題名「16号だった男」はこの総題に由来する）。

## 概要
本作は発表順ではシリーズ第2作『ゴルフ場殺人事件』に続くポアロシリーズの第3長編である（単行本化に際して『アクロイド殺し』が先行した）が、本格推理小説ではなくスリラーで、国際犯罪組織「ビッグ4」とポアロの対決が描かれている。
単行本化された1927年の前年、クリスティは『アクロイド殺し』と、その後の失踪事件で世間的な注目を集めており、この先も小説家として生計を立てていくか否かの決断を迫られてもいた。その折、夫アーチボルトの兄・キャンベルの勧めで、スケッチ誌に連載されていた短編12本を一貫した読み物となるよう手を加えて出版するに至った。世間をにぎわした直後であったため初版8500部はすぐに無くなったという。ただしクリスティ本人はこの作品に納得がいっていなかったと言われている。
結末でポアロは探偵を引退し、カボチャを栽培する生活を送ることを宣言するが、これは『アクロイド殺し』につながるエピソードである。また、ロサコフ伯爵夫人はその後のシリーズにもしばしば登場する。

## あらすじ
ポアロのもとに、イギリスの情報部員がやってきた。彼は錯乱しており、数字の4を書くばかりである。そして、ポアロとヘイスティングズが少し外出したすきに、その情報部員は殺されてしまった。ポアロは世界征服を企む国際犯罪組織「ビッグ4」を追って大陸へ渡る。

## 登場人物
- エルキュール・ポアロ - 私立探偵。
- アーサー・ヘイスティングズ - ポアロの友人。
- リー・チャン・イェン - ビッグ4の首領
- ジョン・イングルズ - 中国通の退職公務員
- ジョナサン・ホェイリー - 元船乗り
- ロバート・グラント - ジョナサンの使用人
- ジョン・ハリデー - イギリスの科学者
- マダム・オリヴィエ - フランスの科学者
- イネズ・ヴェロノー - オリヴィエの秘書
- エイブ・ライランド - アメリカの大富豪
- ミス・マーティン - エイブの速記者
- ジェームズ - エイブの従僕
- ディーヴズ - エイブの侍僕
- ペインター - 旅行家
- ジェラルド - ペインターの甥
- アー・リン - ペインターの従僕
- クェンティン - 医者
- サヴァロノフ - チェスの名人
- ギルモア・ウィルソン - サヴァロノフへの挑戦者
- ソーニャ・ダヴィロフ - サヴァロノフの姪
- クロード・ダレル - 俳優
- フロッシー・モンロー - クロードの恋人
- シドニー・クラウザー - イギリスの内務大臣
- デシャルドー - フランスの首相

## 出版
| 題名               | 出版社     | 文庫名                     | 訳者     | 巻末        | カバーデザイン  | 初版年月日    | ページ数 | ISBN          | 備考 |
| ------------------ | ---------- | -------------------------- | -------- | ----------- | --------------- | ------------- | -------- | ------------- | ---- |
| ビッグ4            | 早川書房   | ハヤカワ・ミステリ文庫1-77 | 田村隆一 |             | 真鍋博          | 1984年        | 282      | 4-15-070077-X | 絶版 |
| ビッグ4            | 早川書房   | クリスティー文庫4          | 中村妙子 | 解説 若島正 | Hayakawa Design | 2004年        | 335      | 4-15-130004-X |      |
| 謎のビッグ・フォア | 東京創元社 | 創元推理文庫               | 厚木淳   |             |                 | 1976年5月21日 | 266      | 4-488-10527-0 |      |

## 映像作品
名探偵ポワロ『ビッグ・フォー』
シーズン13 エピソード2（通算第67話）  イギリス2013年放送
ストーリーは原作と大幅に異なる。ビッグ4という秘密組織が国際政治に介入しているという報道がされる中、中国人リー・チャン・イェンを信奉する自由党支持者ライランドが招いたチェスチャンピオンのサヴァロノフが死亡してジャップとポワロが捜査を開始する。まもなくライランドが失踪し、リー・チャン・イェンの伝記著者が殺害される。ビッグ4について新聞に記事を書いていた記者タイソーは、匿名の手紙を情報源としていたこと、彼の目の前で死亡した男が4枚のカードを持っていたことを明かす。カードはリー・チャン・イェン、ライランド、同じく自由党支持者の科学者マダム・オリヴィエともう一人の何者かを指しているように思われた。やがて彼女と浮気関係にあった外交官のペインターが殺害され、彼女は失踪してしまう。ポワロは伝記著者の甥が子供の頃劇団の資料を収集していたことに着目し、その劇団の元メンバーを当たっていくが、立ち寄り先に爆弾を仕掛けられてしまう。ポワロの葬式が営まれ、ジャップ、ヘイスティングズ、ミス・レモンが悲しみに暮れる。劇団の元メンバーのひとりである女優フロッシー・モンローの前にライランドの主治医クエンティンが現れる。彼は殺された伝記著者の甥で、かつてクロード・ダレルという名の俳優で彼女に言い寄ったが、彼女は彼が小物だとして振っていた。彼女を想い続けた彼は、一連の事件を引き起こして大物になろうとしたのだった。ビッグ4は彼が創作してタイソーに吹き込んだ作り話だった。彼が告白し終わったところに死んだはずのポワロが現れ、ジャップとともに事件を解決する。
BBC制作のドラマ『シャーロック』の製作総指揮・脚本・マイクロフト・ホームズ役で知られるマーク・ゲイティスが脚本を執筆している。
第8シーズン以来登場していなかった初期のレギュラーメンバーであるアーサー・ヘイスティングス大尉、ジェームス・ハロルド・ジャップ警視監（レギュラー時代は警部）、ミス・レモンが再登場し、12年ぶりの再集結を果たした。ジャップとミス・レモンはこのエピソード以降登場しないため4人が揃ったのは最後になる。ヘイスティングスのみ最終話「カーテン」に登場する。
- エルキュール・ポワロ: デヴィッド・スーシェ
- アーサー・ヘイスティングズ: ヒュー・フレイザー
- ジャップ: フィリップ・ジャクソン
- エイブ・ライランド: ジェームズ・キャロル・ヨルダン
- マダム・オリヴィエ: パトリシア・ホッジ
- ステファン・ペインター: スティーヴン・ペイシー - 外交官
- タイソー: トム・ブルック - 新聞記者
- クエンティン: サイモン・ロー

## 訳注
1. ↑  『ビッグ4』中村妙子訳 早川書房、訳者あとがき
2. ↑  “The Big Four”. IMDB. 2023年11月20日閲覧。